# كيفن بيج (مغني)
كيفن بيج (بالإنجليزية: Kevin Paige)‏ هو مغني أمريكي، ولد في 10 أكتوبر 1966 في ممفيس في الولايات المتحدة.

## وصلات خارجية
- كيفن بيج على موقع ميوزك برينز (الإنجليزية)
- كيفن بيج على موقع ديسكوغز (الإنجليزية)